# Рівняння Ріккаті
Рівняння Ріккаті — нелінійне звичайне диференціальне рівняння виду:
{\displaystyle y'=q_{0}(x)+q_{1}(x)\,y+q_{2}(x)\,y^{2},\quad x\in I,\quad (*)}
де {\displaystyle q_{0}(x),q_{1}(x),q_{2}(x)} — неперервні на деякому інтервалі {\displaystyle I} функції. У випадку {\displaystyle q_{2}(x)\equiv 0} рівняння Ріккаті є лінійним неоднорідним рівнянням першого порядку, а у випадку {\displaystyle q_{1}(x)\equiv 0} — диференціальним рівнянням Бернуллі. В обох цих часткових випадках рівняння Ріккаті легко інтегрується. У загальному, рівняння Ріккаті не розв'язується у квадратурах.
Частковий випадок рівняння {\displaystyle (*)} вигляду
{\displaystyle y'=ay^{2}+bx^{\alpha },\quad (**)}
де {\displaystyle a,b,\alpha \,} — сталі, досліджував Якопо Ріккаті і яке називають спеціальним рівнянням Ріккаті.
Рівняння {\displaystyle (**)} ще цікаве насамперед з огляду на такий факт. Даніель Бернуллі близько 1725 року встановив, що спеціальне рівняння Ріккаті допускає відшукання загального розв'язку в елементарних функціях, якщо {\displaystyle \alpha =-2\,} або {\displaystyle \alpha ={\frac {-4n}{(2n-1)}}}, де {\displaystyle n} — ціле число. У 1841 році Жозеф Ліувілль з'ясував, що при всіх інших значеннях {\displaystyle \alpha } це рівняння вже не можна зінтегрувати в елементарних функціях. Його загальний розв'язок виражається через циліндичні функції.
Рівняння та його узагальнення на випадок систем диференціальних рівнянь мають важливі застосування в багатьох математичних дисциплінах.

## Мотивація
Розглянемо таку задачу: описати закон руху тіла маси {\displaystyle m}, яке вільно падає під дією сили тяжіння, враховуючи опір повітря.
Нехай в деякий початковий момент часу {\displaystyle t_{0}} тіло знаходиться на висоті {\displaystyle H}.
Шлях, який пройде тіло падаючи {\displaystyle \tau } секунд (від моменту часу {\displaystyle t_{0}}, якому відповідає {\displaystyle \tau =0}) позначимо {\displaystyle S(\tau )}. Відповідно, в момент часу {\displaystyle t>t_{0}} тіло буде знаходитиметься на висоті {\displaystyle H-S(t-t_{0})=H-S(\tau )}, де {\displaystyle \tau =t-t_{0}}.
Швидкість та прискорення тіла в момент {\displaystyle \tau } позначимо через {\displaystyle V(\tau )} та {\displaystyle a(\tau )} відповідно.
На тіло, яке вільно падає, діють дві сили: сила земного тяжіння {\displaystyle F_{t}} та сила опору повітря {\displaystyle F_{op}}. Як відомо, {\displaystyle F_{t}=mg}, де {\displaystyle m} — маса тіла, а {\displaystyle g} — прискорення вільного падіння. Сила опору повітря {\displaystyle F_{op}} прямопропорційна квадрату швидкості тіла, тобто {\displaystyle F_{op}=k\cdot V^{2}(\tau )}, де {\displaystyle k} — коефіцієнт пропорційності, який залежить від форми тіла, площі поперечного перерізу тіла та густини повітря.
Згідно другого закону Ньютона отримуємо, що
{\displaystyle ma(\tau )=F_{t}-F_{op}.}
Враховуючи, що {\displaystyle a(\tau )=V^{\prime }(\tau )} та вирази для {\displaystyle F_{t},F_{op}} одержуємо
{\displaystyle mV^{\prime }(\tau )=mg-kV^{2}(\tau ).}
Отримане рівняння поділимо на {\displaystyle m} та перепишемо так:
{\displaystyle V^{\prime }(\tau )=-{\frac {k}{m}}V^{2}(\tau )+g.}
Це спеціальне рівняння Ріккаті {\displaystyle (**)} у якому {\displaystyle a=-{\frac {k}{m}}}, {\displaystyle \alpha =0}, {\displaystyle b=g}.
Розв'язавши отримане рівняння знаходимо {\displaystyle V(\tau )}. Тоді пройдений тілом шлях знаходимо за формулою {\displaystyle S(\tau )=\int _{0}^{\tau }V(\tau )d\tau }.

## Властивості
Рівняння Ріккаті та його розв'язки володіють такими властивостями.
- Рівняння Ріккаті завжди можна зінтегрувати в квадратурах, якщо вдалося знайти хоча б один його частинний розв'язок.

Справді, якщо {\displaystyle y_{1}} — частинний розв'язок рівняння, то заміна змінних {\displaystyle y=y_{1}+u}, де {\displaystyle u} — нова невідома функція незалежної змінної {\displaystyle x}, зводить це рівняння до рівняння Бернуллі.
Підставивши в {\displaystyle (*)} {\displaystyle y=y_{1}+u}, дістанемо
{\displaystyle y_{1}'+u'=q_{0}+q_{1}\cdot (y_{1}+u)+q_{2}\cdot (y_{1}+u)^{2},}
Розкривши дужки та врахувавши, що {\displaystyle y_{1}'=q_{0}+q_{1}\,y_{1}+q_{2}\,y_{1}^{2}} одержимо таке рівняння для нової функції {\displaystyle u} :
{\displaystyle u'-(q_{1}+2\,q_{2}\,y_{1})\,u=q_{2}\,u^{2},}
яке є диференціальним рівнянням Бернуллі.
- Якщо {\displaystyle y_{1}(x),y_{2}(x)} деякі часткові розв'язки рівняння Ріккаті, то загальний розв'язок визначається за формулою:

{\displaystyle y={\frac {Cy_{1}+U(x)y_{2}}{C+U(x)}},\quad U(x)=\exp \left[\int q_{2}(y_{1}-y_{2})dx\right].}
- Загальний розв'язок рівняння Ріккаті {\displaystyle (*)} є раціональною функцією від сталої інтегрування, і навпаки, будь-яке диференціальне рівняння першого порядку, що володіє цією властивістю, є рівнянням Ріккаті.
- Якщо {\displaystyle y_{1}(x),\ldots ,y_{4}(x)} — часткові розв'язки рівняння Ріккаті, що відповідають значенням {\displaystyle c_{1},\ldots ,c_{4}} сталої інтегрування, то має місце така тотожність:

{\displaystyle {\frac {y_{3}(x)-y_{1}(x)}{y_{3}(x)-y_{2}(x)}}:{\frac {y_{4}(x)-y_{1}(x)}{y_{4}(x)-y_{2}(x)}}\equiv {\frac {c_{3}-c_{1}}{c_{3}-c_{2}}}:{\frac {c_{4}-c_{1}}{c_{4}-c_{2}}}.}
З даної формули випливає, що можна побудувати загальний розв'язок рівняння Ріккаті, якщо відомо три його часткові розв'язки.

### Зведення до лінійного рівняння другого порядку
Нелінійне рівняння Ріккаті завжди може бути зведене до лінійного диференціального рівняння другого порядку.
Розглянемо рівняння Ріккаті
{\displaystyle y'=q_{0}(x)+q_{1}(x)y+q_{2}(x)y^{2}\!}
за умови {\displaystyle q_{2}(x)\neq 0} (Якщо {\displaystyle q_{2}(x)=0\,}, то рівняння Ріккаті стає лінійним рівнянням першого порядку і може бути легко розв'язане). Функція, визначена формулою {\displaystyle v=yq_{2}\,}, де {\displaystyle y} — розв'язок вихідного рівняння Ріккаті, задовольняє рівняння Ріккаті виду:
{\displaystyle v'=v^{2}+R(x)v+S(x),\!}
де {\displaystyle S=q_{2}q_{0}} і {\displaystyle R=q_{1}+\left({\frac {q_{2}'}{q_{2}}}\right)}. Справді
{\displaystyle v'=(yq_{2})'=y'q_{2}+yq_{2}'=(q_{0}+q_{1}y+q_{2}y^{2})q_{2}+v{\frac {q_{2}'}{q_{2}}}=q_{0}q_{2}+\left(q_{1}+{\frac {q_{2}'}{q_{2}}}\right)v+v^{2}.\!}
Виконавши заміну {\displaystyle v=-u'/u\,}, одержуємо що функція {\displaystyle u} задовольняє лінійне рівняння другого порядку
{\displaystyle u''-R(x)u'+S(x)u=0\!}
оскільки
{\displaystyle v'=-(u'/u)'=-(u''/u)+(u'/u)^{2}=-(u''/u)+v^{2},}
а тому
{\displaystyle u''/u=v^{2}-v'=-S-Rv=-S+Ru'/u\!}
і остаточно
{\displaystyle u''-Ru'+Su=0.\!}
Розв'язавши отримане рівняння другого порядку відносно {\displaystyle u} за формулою {\displaystyle y=-u'/(q_{2}u)\,} одержуємо розв'язок вихідного рівняння Ріккаті.

## Приклади
Приклад 1. Розв'язати рівняння Ріккаті
{\displaystyle y'=3e^{x}-y-e^{-x}y^{2}}
У даному рівнянні в нас {\displaystyle q_{0}(x)=3e^{x}}, {\displaystyle q_{1}(x)=-1}, {\displaystyle q_{2}(x)=-e^{-x}}.

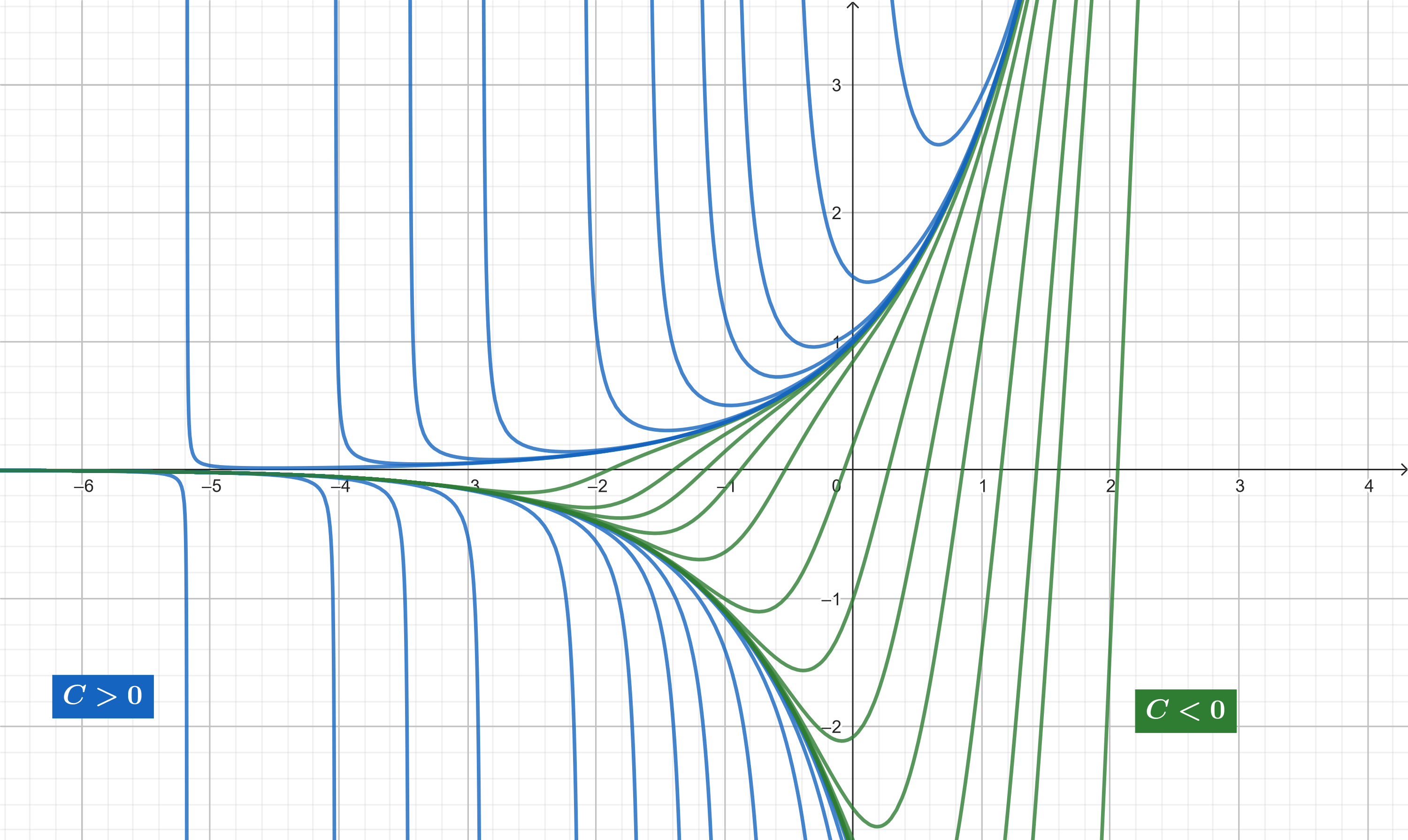
Сім'я розв'язків рівняння Ріккаті

Розв'язати рівняння Ріккаті можна спираючись на відомі властивості його розв'язку. Якщо нам вдасться підібрати один чи два часткові розв'язки, то зможемо потім записати і його загальний розв'язок, зокрема звівши до рівняння Бернуллі. З вигляду коефіцієнтів рівняння спробуємо це зробити шукаючи розв'язок у формі  {\displaystyle y=Ae^{mx}}, де {\displaystyle A,m}
-- сталі, які потрібно знайти. Підставимо у рівняння: 
{\displaystyle Ame^{mx}=3e^{x}-Ae^{mx}-e^{-x}A^{2}e^{2mx}\quad \Rightarrow }
{\displaystyle e^{mx}(Am+A^{2}e^{(m-1)x}+A)=3e^{x}.}
Прирівнявши показники експонент (поклавши {\displaystyle m=1}) та скоротивши дві частини рівності на {\displaystyle e^{x}} отримуємо
{\displaystyle 2A+A^{2}=3.}
Розв'язавши отримане квадратне рівняння щодо {\displaystyle A} одержуємо два можливі значення числа {\displaystyle A}:  {\displaystyle A=1} та {\displaystyle A=-3}.
Отже, нам вдалося знайти два часткові розв'язки розглядуваного рівняння:
{\displaystyle y_{1}=-3e^{x},\quad y_{2}=e^{x}.}
Маючи два розв'язки, можемо записати загальний. Спочатку знаходимо
{\displaystyle U(x)=\exp \left[\int q_{2}(y_{1}-y_{2})dx\right]=\exp \left[\int -e^{-x}(-4e^{x})dx\right]=\exp \left[\int 4dx\right]=e^{4x}}
Тоді шуканий загальний розв'язок записується у вигляді
{\displaystyle y={\frac {Cy_{1}+U(x)y_{2}}{C+U(x)}}={\frac {-3Ce^{x}+e^{5x}}{C+e^{4x}}}.}

## Матричне рівняння Ріккаті
Матричним рівнянням Ріккаті називається диференціальне рівняння:
{\displaystyle {\frac {dX}{dt}}=XA(t)X+B(t)X+XC(t)+D(t).}
де {\displaystyle X} — невідома матриця розмірів {\displaystyle n\times m}, а розміри матриць {\displaystyle A(t),B(t),C(t),D(t)} відповідно {\displaystyle m\times n}, {\displaystyle n\times n}, {\displaystyle m\times m}, {\displaystyle n\times m}.
Матричне рівняння Ріккаті відіграє важливу роль в теорії лінійних гамільтонових систем, варіаційному численні, задачах оптимального управління, фільтрації, стабілізації керованих лінійних систем.
Наприклад, оптимальне управління {\displaystyle u_{0}} в задачі мінімізації функціонала:
{\displaystyle x^{T}(t_{1})\Phi x(t_{1})=\int _{t_{0}}^{t_{1}}\left[x^{T}(t)M(t)x(t)+u^{T}(t)N(t)x(t)\right]dt}
на розв'язках системи:
{\displaystyle x'=A(t)x+B(t)u,\quad x(t_{0})=x_{0},}
({\displaystyle n\times n}-матриці {\displaystyle \Phi ,M(t)} симетричні і невід'ємноозначені, а {\displaystyle m\times m} -матриця {\displaystyle N(t)}, додатноозначена при {\displaystyle t\in [t_{0},t_{1}]}), визначається формулою:
{\displaystyle u_{0}(t)=-N^{-1}(t)B^{T}(t)Z(t)x\,}
де {\displaystyle Z(t)}— розв'язок матричного рівняння Ріккаті:
{\displaystyle Z'=-ZA(t)-A^{T}(t)Z+ZB(t)N^{-1}(t)B^{T}(t)Z-M(t)\,}
з граничною умовою {\displaystyle Z(t_{1})=\Phi .\,}
У задачах управління на нескінченному інтервалі часу важливими є питання про існування у матричного рівняння Ріккаті невід'ємноозначеного обмеженого на {\displaystyle [t_{0},\infty ]} розв'язку, про існування періодичного або майже періодичного розв'язку (у випадку періодичних або майже періодичних коефіцієнтів рівняння) і про способи наближеної побудови таких рішень.